# مییی
مییی (به فرانسوی: Meuilley) یک کمون در فرانسه با جمعیت ۴۶۲ نفر است که در Canton of Nuits-Saint-Georges واقع شده‌است.